# The Passion 2018
The Passion 2018 was de achtste editie van The Passion, een Nederlands muzikaal-bijbels evenement over het lijden en sterven van Jezus Christus, dat jaarlijks op Witte Donderdag wordt gehouden, telkens op een andere locatie. Het evenement werd in 2018 op 29 maart in Amsterdam-Zuidoost gehouden, op een podium op het ArenAPark. De editie werd uitgezonden door de EO en KRO-NCRV.

## Voorgeschiedenis

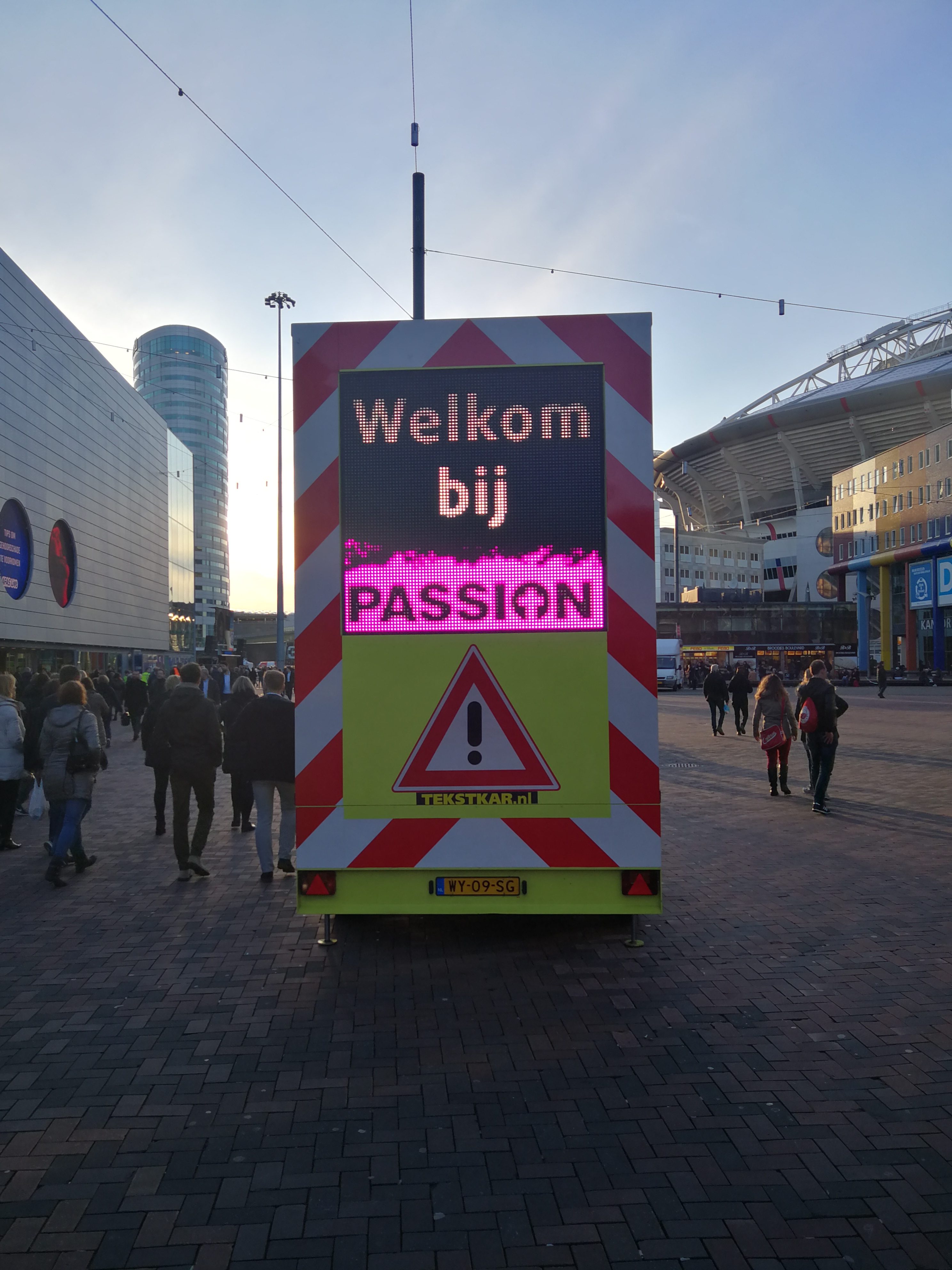
Welkomstbord van The Passion

Op 16 november 2017 werd bekendgemaakt dat The Passion in 2018 naar Amsterdam-Zuidoost zou gaan. Het zou een onderdeel zijn van de viering rond het 50-jarig jubileum van het Amsterdamse stadsdeel.
De eerste vijf hoofdrollen werden op 14 februari 2018 bekendgemaakt in een livestream op internet (Judas, Maria, Petrus, verslaggever en Jezus). De rol van Pilatus volgde in de tv-uitzending van Jinek die avond. Later werd bekendgemaakt dat er in deze editie van The Passion een nieuwe verhaallijn zou zitten; de bloedvloeiende vrouw. Na afloop van deze scène ging ze verder als discipel mee door het verhaal.
Dit jaar trad er geen vast koor op. Na audities werd er een koor van 40 zangers en zangeressen uit Amsterdam-Zuidoost samengesteld dat de zangpartijen ondersteunde.
Zoals iedere editie van The Passion werd er ook dit jaar ingezoomd op een lokaal thema. Dit keer werd er stilgestaan bij het 50-jarig jubileum van Amsterdam-Zuidoost en Nederland als multiculturele samenleving. Ook werd de Bijlmerramp uit 1992 herdacht. Vanaf het herdenkingsmonument van de vliegramp vertrok de processie van 750 mensen met het kruis richting het ArenAPark, waar het hoofdpodium was opgebouwd. Dit podium was het grootste in de geschiedenis van The Passion; het was twintig meter hoog.
Er stonden ongeveer 11.000 mensen op dit grote veld en er keken 3.151.000 mensen naar de live-uitzending. Verder keken er 610.000 mensen naar Passion Talk op NPO 1 Extra en luisterden 88.000 mensen naar de live-uitzending op NPO Radio 2.

## Locaties
- ArenAPark – Locatie hoofdpodium
- A'DAM Toren – Aankomst Jezus
- De boom die alles zag – Start van de processie
- Manegestraat – Bloedvloeiende vrouw
- Amstelsluizen – Duet Jezus & Petrus
- Heesterveld – Laatste avondmaal
- Kraaiennest – Tuin van Getsemane
- Amsterdam ArenA – Lied Maria: Schouder en Finale
- Nieuwbouw The Sharing Tower – Lied Jezus, Petrus en Judas

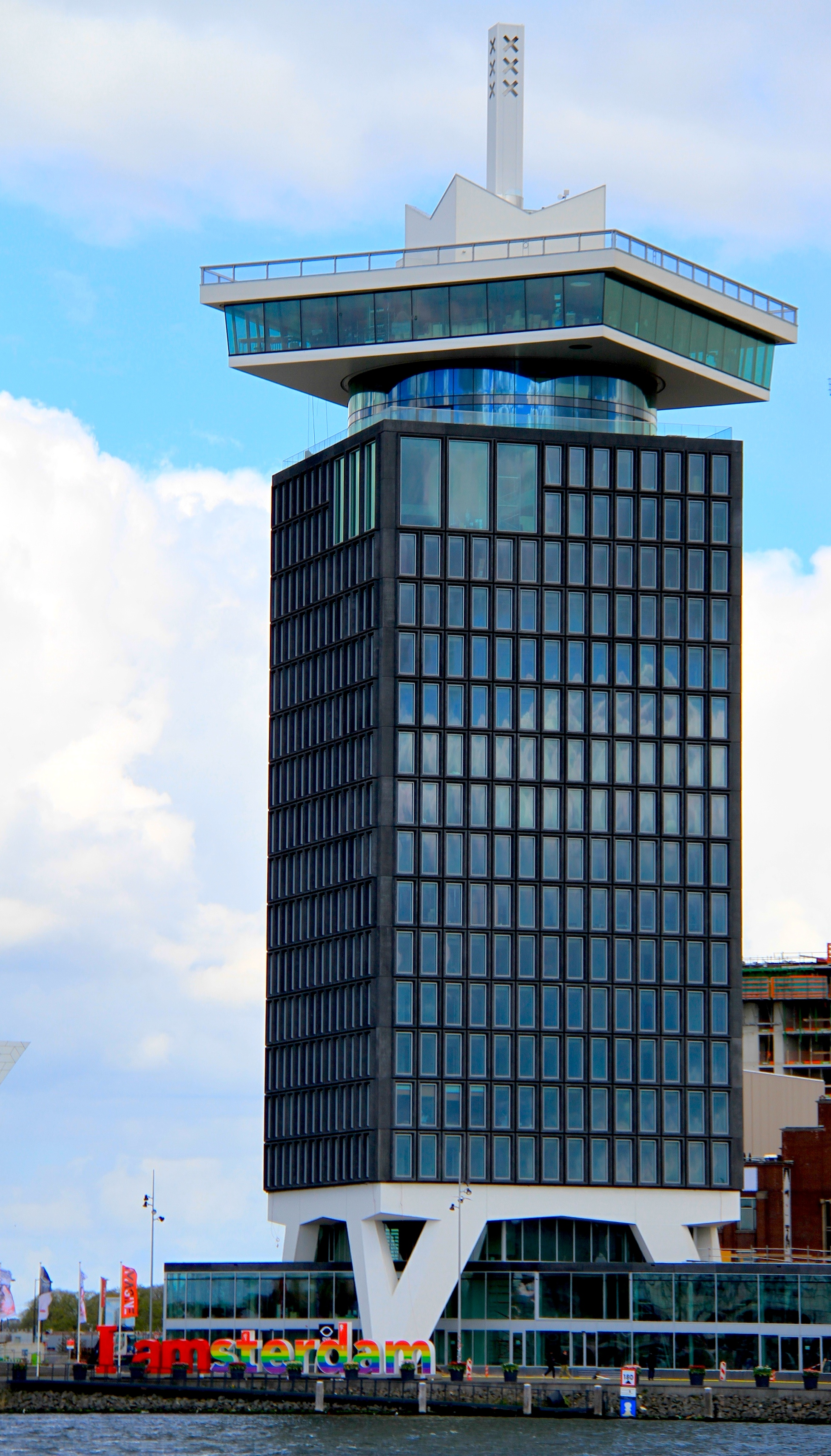
A'DAM Toren
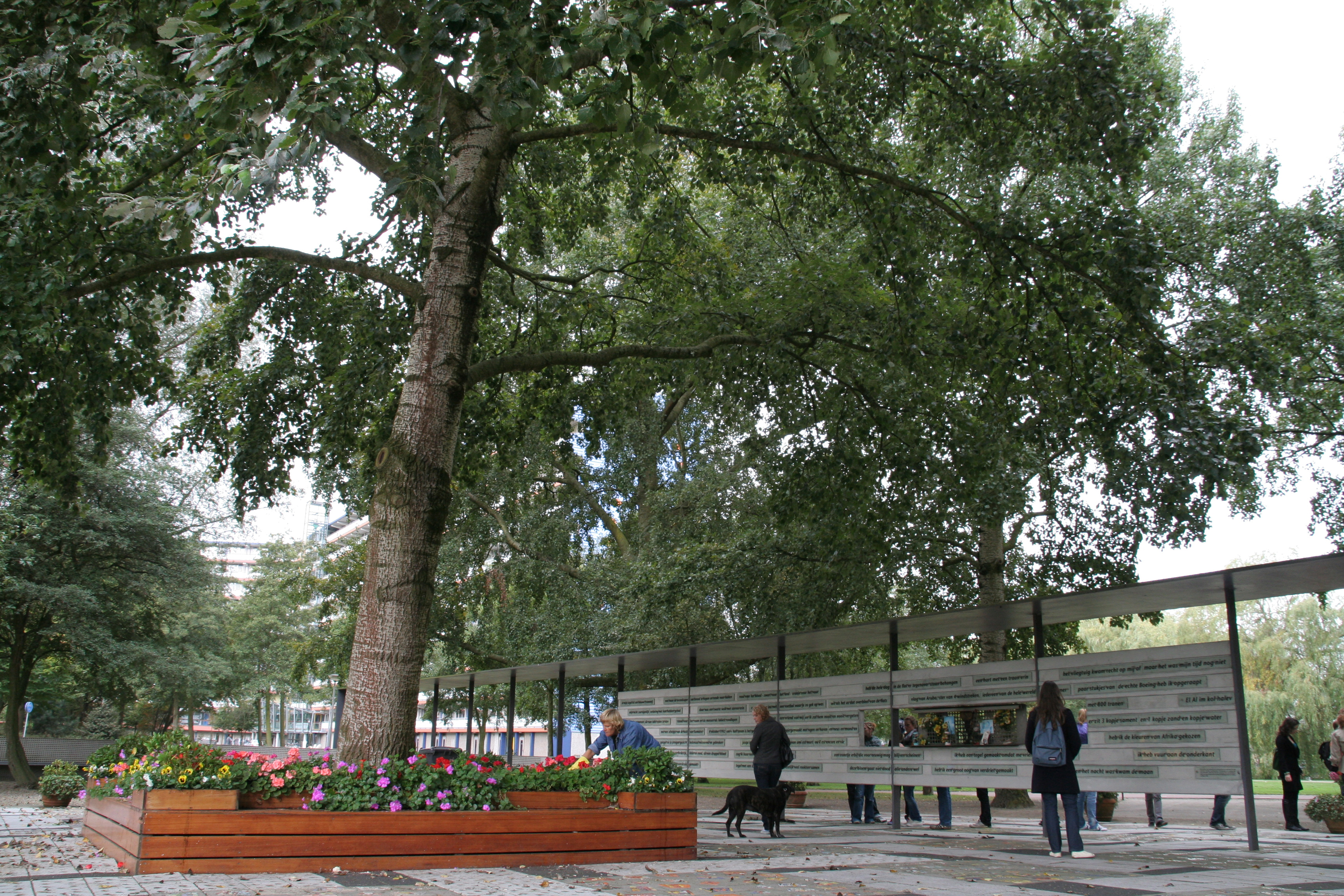
'De boom die alles zag'
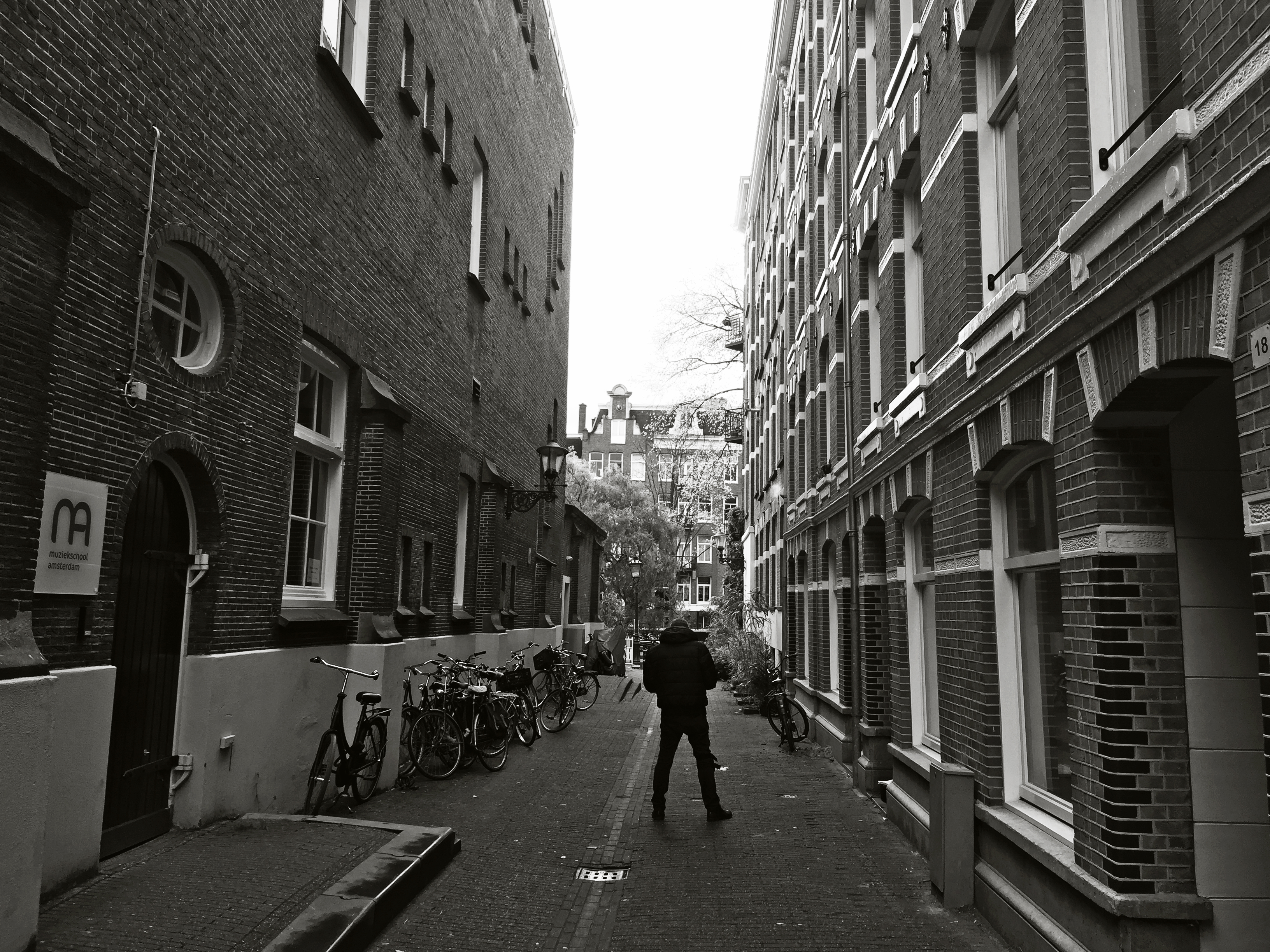
Manegestraat
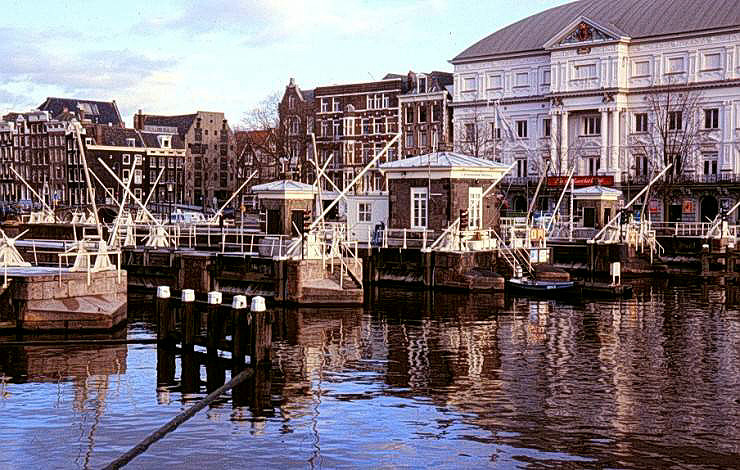
Amstelsluizen
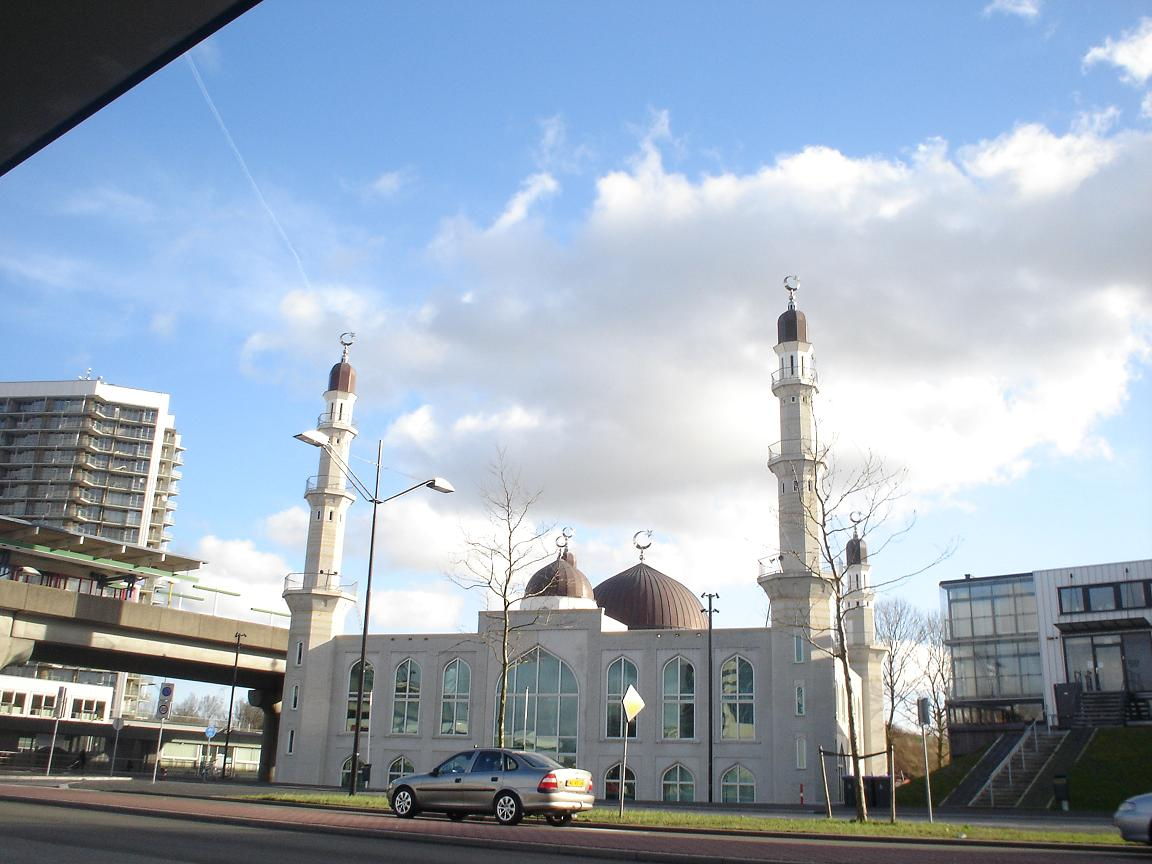
Kraaiennest
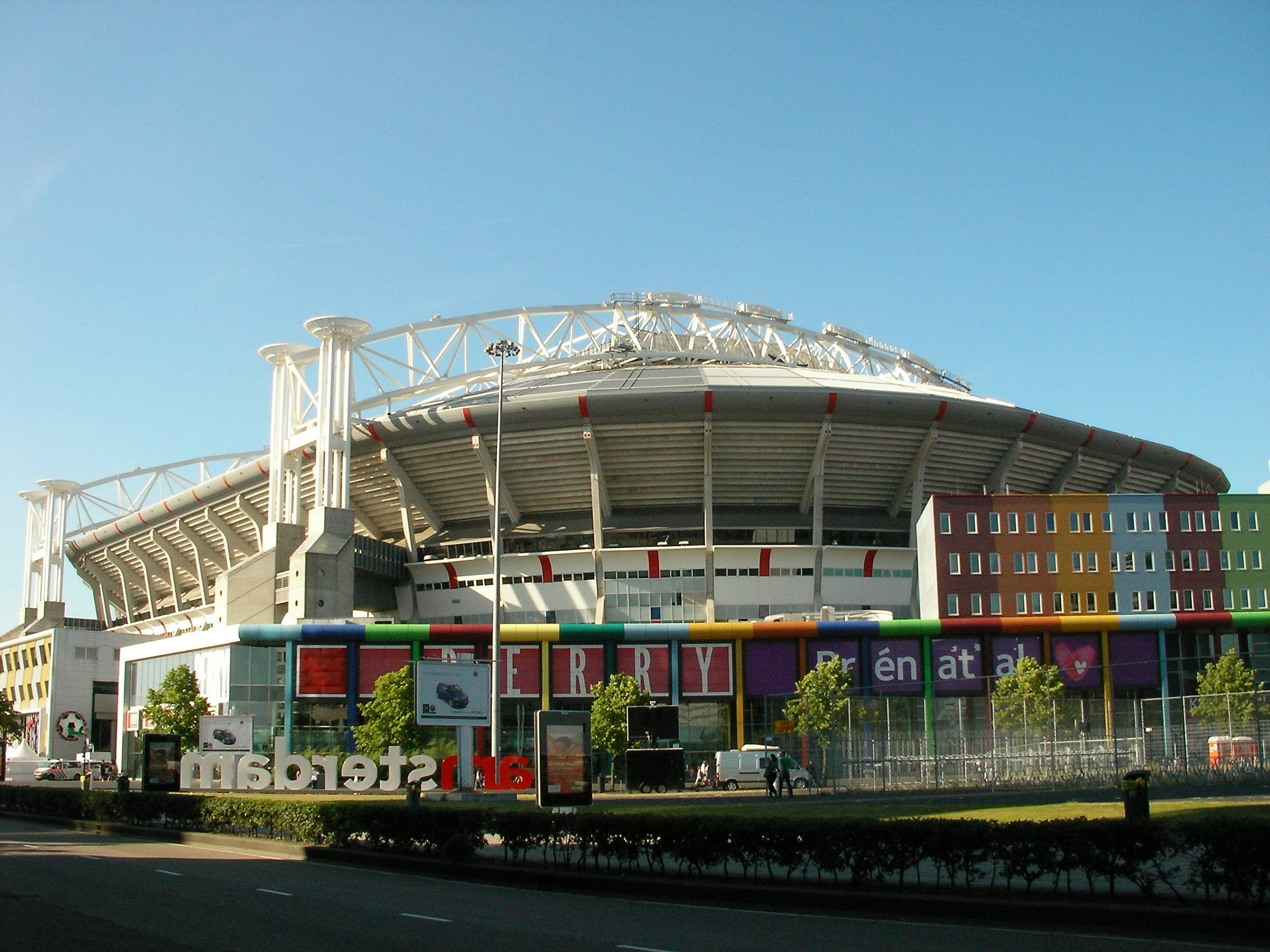
Amsterdam ArenA

## Rollen
| Rol                                 | Naam                     |
| ----------------------------------- | ------------------------ |
| Jezus                               | Tommie Christiaan        |
| Maria                               | Glennis Grace            |
| Petrus                              | Brainpower               |
| Judas                               | Jeangu Macrooy           |
| Pilatus                             | Arjan Ederveen           |
| Verteller                           | Noraly Beyer             |
| Verslaggever                        | Bert van Leeuwen         |
| Bloedvloeiende vrouw                | Graziëlla Hunsel Rivero  |
| Discipel                            | Anne-Mar Zwart           |
| Discipel                            | Niek Roozen              |
| Discipel                            | Jayh Jawson              |
| Discipel                            | Levi van Kempen          |
| Discipel                            | Soraya Tjin              |
| Discipel                            | Paul Rabbering           |
| Discipel                            | Frank van 't Hof         |
| Discipel                            | Giefa Sparkle            |
| Discipel                            | Don Ceder                |
| Barabbas                            | Ben Saunders             |
| Snackbarhouder                      | Gerda Havertong          |
| Klant                               | Quintis Ristie           |
| Politieagent 1 (als Theo Kamp)      | Jeroen van Koningsbrugge |
| Politieagent 2 (als Willem Niessen) | Dennis van de Ven        |
| Petrus-herkenner                    | Loiza Lamers             |
| Petrus-herkenner                    | Maurice Wijnen           |

## Muzieknummers
| Titel                                     | Oorspronkelijke artiest     | Gezongen door                                   |
| ----------------------------------------- | --------------------------- | ----------------------------------------------- |
| Droom, durf, doe en deel                  | Marco Borsato               | Tommie Christiaan, Jeangu Macrooy en discipelen |
| Ik zie jou                                | Claudia de Breij            | Graziëlla Hunsel Rivero en Tommie Christiaan    |
| Mis je zo graag                           | Claudia de Breij            | Glennis Grace                                   |
| Laten we dansen                           | Paul de Munnik en Diggy Dex | Tommie Christiaan en Brainpower                 |
| De liefde van je vrienden                 | Willeke Alberti             | Tommie Christiaan                               |
| Jij bent de liefde                        | Guus Meeuwis                | Glennis Grace                                   |
| Ik val                                    | Wudstik                     | Tommie Christiaan                               |
| Schouder                                  | Jim Bakkum                  | Glennis Grace                                   |
| Huil nou                                  | Jurk!                       | Tommie Christiaan en Jeangu Macrooy             |
| Zwart wit                                 | Frank Boeijen Groep         | Arjan Ederveen en Tommie Christiaan             |
| Wie heeft de zon uit jouw gezicht gehaald | Herman van Veen             | Tommie Christiaan                               |
| Ik leef m'n eigen leven                   | André Hazes                 | Jeangu Macrooy en Brainpower                    |
| Ik zie jou                                | Claudia de Breij            | Graziëlla Hunsel Rivero                         |
| Voor jou                                  | Marco Borsato               | Glennis Grace                                   |
| Schouder                                  | Jim Bakkum                  | Tommie Christiaan                               |